# Maria Zofia Czartoryska
Maria Zofia Czartoryska, geboren Sieniawski, (15 april 1699 – Warschau, 21 mei 1771) was een Poolse edelvrouwe.

## Biografie
Maria Zofia werd geboren als het enige kind van hetman Adam Mikołaj Sieniawski en Elżbieta Helena Lubomirska. Op vijfjarige leeftijd sprak ze al Pools en Frans. Vanwege haar afkomst en positie als enig kind was ze een rijkelijk bedeelde bruid en vroegen velen om haar hand. Uiteindelijk kreeg Stanislaw Donhoff toestemming om met haar te trouwen. Twee jaar na haar huwelijk overleed haar vader en twee jaar later ook haar echtgenoot. Haar echtgenoot was de laatste telg van zijn geslacht geweest en door haar beide erfenissen was Maria Zofia de rijkste erfgenaam van Europa van dat moment.
Tot de gegadigden behoorden onder meer de Bourbontelg Karel van Charolais, een infante uit het Huis Bragança, prinsen van Holstein en Brunswijk en tientallen Poolse magnaten. Uiteindelijk koos ze voor Adam Kazimierz Czartoryski. In de jaren 1730 had ze de supervisie over de herbouw van het Paleis Sieniawski in rococostijl. Ook liet ze haar paleis in Puławy verfraaien.
Czartoryska bemoeide zich weinig met de politiek, maar dankzij haar familiebanden faciliteerde ze wel de contacten met andere machtige families.  In de loop der jaren vervreemdde ze zich steeds meer van haar man, mede door hun meningsverschillen over hun dochter Elżbieta, al ging ze wel akkoord met het uithuwelijken van haar aan Stanisław Lubomirski. Ze steunde ook het politieke huwelijk van haar zoon Adam Kazimierz Czartoryski met Izabela Fleming. Met haar geld ondersteunde ze de Familia, maar zelf zou ze nooit aan de politiek deelnemen.